# Мельгар, Кевин
Кевин Роландо Мельгар Карденас (исп. Kevin Rolando Melgar Cardenas; род. 19 ноября 1992) — панамский футболист, вратарь панамского клуба «Атлетико Чирики». Выступал за сборную Панамы.

## Клубная карьера
Мельгар начал карьеру в клубе «Альянса». 17 января 2010 года в матче против «Чепо» он дебютировал в чемпионате Панамы. Во втором сезоне Кевин выиграл конкуренцию за место основного вратаря. Летом 2014 года он перешёл в «Тауро». 3 августа в поединке против «Пласа Амадор» Мельгар дебютировал за новый клуб. Летом 2015 года он потерял место в основе «Тауро» и по окончании сезона Кевин покинул команду.
В начале 2016 года Мельгар перешёл в «Атлетико Чирики». 17 января в матче против своего бывшего клуба «Альянса» он дебютировал за новый клуб.

## Международная карьера
19 января 2011 года в матче Центральноамериканского кубка против сборной Сальвадора Кевин дебютировал за сборную Панамы. В 2011 году в составе молодёжной сборной Панамы Мельгар принял участие в молодёжном чемпионате Северной Америки в Гватемале. На турнире он сыграл в матчах против команд Суринама, США, Гондураса, Мексики и Гватемалы. Летом того же года Кевин поехал на молодёжный чемпионат мира в Колумбии. На турнире он был запасным и на поле не вышел.
В том же году Мельгар в принял участие в розыгрыше Золотого кубка КОНКАКАФ. На турнире он запасным и не сыграл ни минуты.

## Достижения
Международные
 Панама
- Золотой кубок КОНКАКАФ — 2011
- Центральноамериканский кубок — 2011